# Baselworld

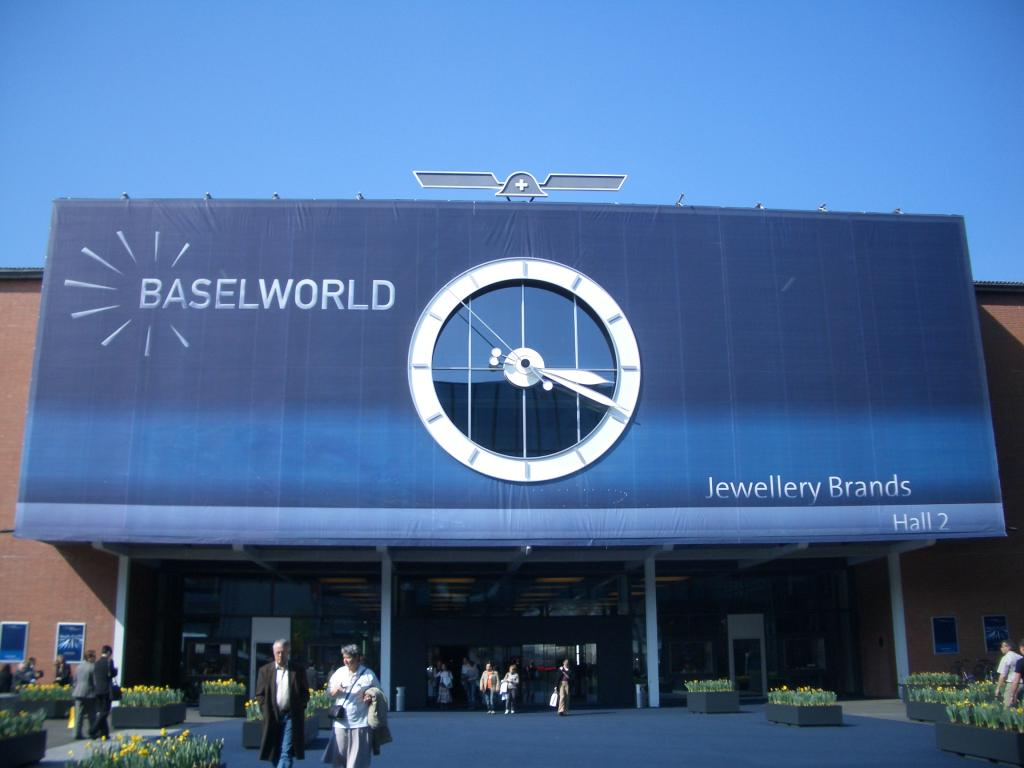
Главный корпус выставки «Baselworld» с символом Базельской ярмарки — «Большими часами» (2005).

Baselworld — крупнейшая международная ежегодная выставка часов и ювелирных украшений, которая проводится в Базеле, Швейцария. Исполнительный директор - Мишель Лорис-Меликов. Среди участников - крупнейшие игроки рынка, такие, как Rolex, Patek Philippe, Chopard, Tag Heuer, Hublot, Breitling и другие. Baselword является главной отраслевой площадкой, на которой ведущие часовые и ювелирные бренды могут продемонстрировать свои ежегодные инновации и показать новинки как прессе, партнерам, так и обычным посетителям выставки .

## История
- 1917 год — проведена промышленная выставка Швейцарии с экспозицией, включающей в себя часовой раздел
- 1931 год — выставка преобразована в профессиональную часовую ярмарку
- 1973 год — произведено объединение ювелиров и часовщиков в рамках одной экспозиции
- 1986 год — впервые в работе выставки приняли участие часовщики из-за пределов Европы
- 1999 год — произведено значительное расширение площади выставочных павильонов (закончено строительство Первого зала)
- 2003 год — выставка получила новое наименование — «BaselWorld»
- 2004 год — впервые в работе выставки приняли участие часовые заводы из России, представленные известными россиянам торговыми марками «Полёт», «Чайка», «Восток», а также новичками в часовом бизнесе — NO.Y, «Золотое время», «Volmax»[3].
- 2009 год — в выставке впервые принял участие независимый российский часовщик Константин Чайкин. В 2018 году Константин стал первым россиянином, чья работа получила номинацию в престижной женевской часовой премии "Золотая Стрелка"[4].
- 2018 год — количество участников выставки сократилось до 650 участников.
- 2019 год — выставка прошла без участия крупнейшего часового швейцарского концерна Swatch Group, объединяющего 18 известных часовых брендов. Помимо этого, с 2020 года планируется изменить традиционные даты проведения выставки в Базеле.

## Структура
Международная выставка объединяет около 2100 участников из более чем 45 стран, включая ведущие часовые и ювелирные бренды, а также компании, специализирующиеся на драгоценных камнях. Участниками, как правило, демонстрируются новейшие изделия в своей области для специалистов отрасли, представителей СМИ, коллекционеров, а также всех, кто заинтересован в самых последних новинках отрасли.
Посетители выставки знакомятся с эксклюзивным ассортиментом. Выставочная площадь охватывает более 160000 м² и располагается в разных залах, расположенных на нескольких этажах. Предоставленные товары разделены на специализированные секторы и размещаются в шести выставочных залах — «зал Вселенной», «зал Элементов», «зал Видений», и т. д.
Часовые и ювелирные компании, и другие марки, связанные с тематикой выставки представляют свою продукцию в своих собственных стендах. Baselworld также включает в себя национальные павильоны. Baselworld традиционно проходит весной. В 2012 году выставка Baselworld привлекла более 105000 посетителей из 100 стран мира.
Выставку, которая проходила с 27 марта по 3 апреля 2014 года, посетили 150 тыс. человек, из них — 3 тыс. журналистов.
С 2019 года выставка проходит без участия крупного игрока рынка компании Swatch Group, в которую входят 18 часовых марок. Глава Swatch Group Ник Хайек в середине 2018 года принял решение покинуть выставку по истечении срока действия контракта с организаторами выставки Baselworld.